# Площа Петра Кривоноса
Пло́ща Петра́ Кривоно́са — площа у Солом'янському районі міста Києва, місцевість Солом'янка. Розташована між вулицями Митрополита Василя Липківського, Кучмин Яр і Мокрою, проїздами без назви до вулиць Патріарха Мстислава Скрипника та Георгії Кірпи (сходи; до 2001 року існували автомобільні проїзди, нині існує лише проїзд до поштового терміналу) та проїздом (під залізничним мостом) на вулицю Гетьмана Павла Скоропадського.

## Історія
Площа виникла у 60-ті роки XX століття під назвою Нова, з 1969 року набула назву площа Героїв Підпілля. Сучасна назва на честь українського радянського залізничника Петра Кривоноса — з 1984 року. Фактично ознак площі не має.

## Зображення

Анотаційна дошка